# Simona Izzo
Pour les articles homonymes, voir Izzo.
Simonetta « Simona » Izzo (née à Rome le 22 avril 1953) est une actrice, doubleuse, réalisatrice et scénariste italienne.

## Biographie
Simona Izzo est née à Rome en 1953.  Fille du doubleur Renato Izzo, elle commence très jeune à travailler comme doubleuse. En 1990, elle remporte le Nastro d'Argento du meilleur doubleur pour le doublage de Jacqueline Bisset dans la version italienne de Scenes from the Class Struggle à Beverly Hills. Après avoir joué en tant qu'actrice dans de nombreuses séries et films et avoir collaboré à plusieurs scénarios écrits par son mari Ricky Tognazzi, son premier film Sentimental Maniacs lui a valu le David di Donatello du meilleur nouveau réalisateur.  
En 2017 elle est candidate de Grande Fratello VIP 2. 
En 2022 elle est invitée à danser sur la saison 17 de Ballando con le stelle, au côté de son mari Ricky Tognazzi.

### Vie privée
De son mariage avec l'auteur-compositeur-interprète Antonello Venditti, elle a un fils, Francesco. Depuis 1995, elle est mariée au réalisateur Ricky Tognazzi.

## Filmographie partielle

### Scénariste
- Légers quiproquos (1989)
- Ultrà (1991)
- L'escorte (1993)
- Le Jour du chien (1996)
- Canone inverso (2000)
- Le bon pape : le pape Jean XXIII (it) (2003)

### Réalisatrice et scénariste
- 1994 : Maniaci sentimentali
- 1997 : Camere da letto (it)
- 2001 : Un altro mondo è possibile (documentaire collectif sur les émeutes anti-G8 de Gênes de 2001)
- 2003 : Io no (it) – coréalisé avec Ricky Tognazzi
- 2007 : Tutte le donne della mia vita
- 2017 : Lasciami per sempre (it)